# Niekarmia
Niekarmia est une localité polonaise de la gmina de Rudziniec, située dans le powiat de Gliwice en voïvodie de Silésie.